# بين كروكس
بين كروكس (بالإنجليزية: Ben Crooks)‏ هو لاعب دوري الرغبي بريطاني، ولد في 15 يونيو 1993 في Pontefract ‏ في المملكة المتحدة.